# US Vibonese Calcio
Unione Sportiva Vibonese Calcio – włoski klub piłkarski, mający swą siedzibę w mieście Vibo Valentia w regionie Kalabria. Klub powstał w roku 1928.

## Barwy Klubowe
Stroje drużyny U.S. Vibonese Calcio mają barwy czerwono-niebieskie.

## Sezon - Rozgwywki
2005/2006 - Serie D/I (2. miejsce - awans)

2006/2007 - Serie C2/C

## Skład na sezon 2020/2021
Stan na 29 stycznia 2021